# Isola di Lamont
L'isola di Lamont (in russo: Ламон, Lamon) è un'isola russa nell'Oceano Artico che fa parte dell'arcipelago della Terra di Francesco Giuseppe.

## Geografia
L'isola di Lamont è la più meridionale delle isole della Terra di Francesco Giuseppe; si trova nel mare di Barents, 12 km a sud dell'isola di Wilczek. Ha una lunghezza di 1,3 km e un'altezza massima di 21 m s.l.m.
Le acque costiere raggiungono una profondità di 20 metri.

## Storia
L'isola prende il nome dall'esploratore scozzese James Lamont.

## Isole adiacenti
- Scogli degli Eschimesi (Рифы Эскимосские, rify Ėskimosskie), un gruppo di 3 isolotti a nord-est.
- Isola di Wilczek (Остров Вильчека, ostrov Vil'čeka), circa 12 km a nord.